# Берндорф-бай-Зальцбург
Берндорф-бай-Зальцбург (нем. Berndorf bei Salzburg) — община (нем. Gemeinde) в Австрии, в федеральной земле Зальцбург. 
Входит в состав округа Зальцбург.  Население составляет 1627 человек (на 31 декабря 2005 года). Занимает площадь 14,5 км². Официальный код  —  50 304.

## Политическая ситуация
Бургомистр общины — Йозеф Гуггенбергер (АНП) по результатам выборов 2004 года.
Совет представителей общины (нем. Gemeinderat) состоит из 17 мест.
Распределение мест:
- АНП занимает 10 мест;
- СДПА занимает 5 мест;
- АПС занимает 2 места.

## Внешние ссылки
- Официальная страница  (нем.)